# ネルソン・ゲルナー
ネルソン・ゲルナー（Nelson Goerner 1969年5月9日- ）は、アルゼンチン出身のクラシック音楽のピアニスト。

## 略歴
1969年にブエノスアイレスで生まれる。1986年にブエノスアイレスで開催されたフランツリストピアノコンクールで第1位、1990年ジュネーブ国際音楽コンクールのピアノ部門で、第1位を獲得した。2021年には第18回ショパン国際ピアノコンクールの審査員を務めた。